# ترافيس روش
ترافيس روش هو لاعب هوكي الجليد كندي، ولد في 17 يونيو 1978 في Grande Cache ‏ في كندا.

## وصلات خارجية
- ترافيس روش على موقع دوري الهوكي الوطني (الإنجليزية)
- ترافيس روش على موقع قاعة مشاهير الهوكي (لاعب أن.إتش.أل) (الإنجليزية)
- ترافيس روش على موقع EliteProspects.com (الإنجليزية)
- ترافيس روش على موقع Eurohockey.com (الإنجليزية)
- ترافيس روش على موقع HockeyDB.com (الإنجليزية)
- ترافيس روش على موقع Hockey-Reference.com (الإنجليزية)